# Pontifício Conselho para as Comunicações Sociais
Pontifício Conselho para as Comunicações Sociais (Pontificium Consilium de Communicationibus Socialibus) foi um dicastério da Cúria Romana que foi suprimido em março de 2016 e fundido na Secretaria de Comunicações (agora "Dicastério para a Comunicação"). Em 30 de janeiro de 1948, com a carta Prot. N. 153.561, da Secretaria de Estado do Vaticano, foi instituída a Pontifícia Comissão de Consulta e Revisão Eclesiástica de filmes.
Em 17 de setembro de 1948, o Papa Pio XII aprovava o estatuto do novo ofício da Cúria Romana, o qual foi dado o nome de Pontifícia Comissão para a Cinematografia didática e religiosa. Passadas as décadas, aquele pequeno organismo do Vaticano se transformou em um grande pontifício conselho, que possui um grande acervo cinematográfico, desde o período da Segunda Guerra Mundial.
Hoje opera na propagação da fé junto aos meios de comunicação social.  

## Presidentes
|             | Nome                         | Período     | Notas       |
| Presidentes | Presidentes                  | Presidentes | Presidentes |
| ----------- | ---------------------------- | ----------- | ----------- |
| 4º          | Dom Claudio Maria Celli      | 2007-2016   |             |
| 3º          | Dom John Patrick Foley       | 1984-2007   |             |
| 2º          | Andrzej Maria Cardeal Deskur | 1973-1984   |             |
| 1º          | Dom Martin John O'Connor     | 1948-1971   |             |